# Trichochorebus piliventris
Trichochorebus piliventris är en stekelart som beskrevs av Vladimir Ivanovich Tobias 1971. Trichochorebus piliventris ingår i släktet Trichochorebus och familjen bracksteklar. Inga underarter finns listade i Catalogue of Life.